# Anton Nowotny
Anton Nowotny (tschechisch Antonín Novotný; * 22. August 1827 in Dobromilice; † 9. März 1871) war ein tschechischer Autor von Schachkompositionen und Jurist in Brno/Brünn.

## Die Nowotny-Verstellung
Im Januar 1854 veröffentlichte die Leipziger Illustrirte Zeitung eine Schachaufgabe zu einem Thema, das seinen Namen unsterblich machte: Die Nowotny-Verstellung, kurz: den Nowotny. Kern dieser Idee ist die Verstellung einer schrägen und einer geraden schwarzen Deckungslinie in deren Schnittpunkt durch einen weißen Opferstein, wodurch eine Doppeldrohung aufgestellt wird. Durch Schlagen kann sie nur differenziert werden.
Das Stammproblem:
|   | a | b | c | d | e | f | g | h |   |
| 8 |   |   |   |   |   |   |   |   | 8 |
| 7 |   |   |   |   |   |   |   |   | 7 |
| 6 |   |   |   |   |   |   |   |   | 6 |
| 5 |   |   |   |   |   |   |   |   | 5 |
| 4 |   |   |   |   |   |   |   |   | 4 |
| 3 |   |   |   |   |   |   |   |   | 3 |
| 2 |   |   |   |   |   |   |   |   | 2 |
| 1 |   |   |   |   |   |   |   |   | 1 |
|   | a | b | c | d | e | f | g | h |   |

Lösung:
1. Tf5! droht 2. Tf4 matt.
1. … Tf8 2. Lf6! Der entscheidende Zug, der gleichzeitig die Linie f8–f4 und die Diagonale g7–e5 sperrt, mit Doppeldrohung 3. Tf4 und 3. Te5 matt. 2. … Txf6 3. Te5 matt, 2. … Lxf6 3. Tf4 matt. Die beide Drohungen parierende Totalparade 2. … Lxf5 kann (dualistisch) mit 3. Sg5 oder 3. Sd2 matt beantwortet werden.
Weitere, nicht nowotny-typische Varianten: 1. … Lxf5 2. Sf7! und die Doppeldrohung 3. Sd6, 3. Sg5 ist nicht mehr zu parieren. Oder 1. … Se6 bzw. Sd5 2. Sd2+ Kd4 3. Td5 matt; 1. … Lxh6, Le5 2. Te5 matt.
Es funktioniert nicht: 1. Sf7? Sxb5!, weil nun das Fluchtfeld f5 frei ist. In der Variante 1. … Lxf5 handelt es sich mithin um eine Blocknutzung: Der Lf5 blockiert seinem König das einzige Fluchtfeld, weshalb der weiße Springer dieses Feld für einen Zug aus den Augen lassen kann.

## Tod
Nowotny starb 1871 an Tuberkulose. In der Deutschen Schachzeitung 1871 wurde sein Lebensalter mit 41 Jahren falsch angegeben und in verschiedenen Quellen mit dem 7. März 1871 ein falsches Todesdatum genannt. Die tatsächlichen Daten ermittelte Jan Kalendovsky im Geburtenregister.